# Okerdwergspecht
De okerdwergspecht (Picumnus limae) is een vogel uit de familie Picidae (spechten). De vogel werd in 1924 geldig beschreven door de Duits/Braziliaanse bioloog  Emilia Snethlage. De vale dwergspecht (Picumnus limae fulvescens) is volgens in 2020 gepubliceerd onderzoek geen soort, noch een ondersoort maar een geleidelijk geografisch veranderende (clinale) variëteit van de monotypische okerdwergspecht. Op de IOC World Bird List is het taxon echter toch als ondersoort opgenomen.

## Kenmerken
De vogel is gemiddeld 10 cm lang. Het is een kleine, gedrongen specht die overwegend bruingrijs tot kaneelkleurig bruin is. De buik is lichter meer okerkleurig, de vleugels zijn donkerder. Kenmerkend is een zwarte kruin en iets minder donkere oorstreek. De zwarte veren op de kruin hebben witte puntjes. Het mannetje heeft een donkerrode vlek op het voorhoofd. Gemiddeld is de ondersoort P. l. fulvescens iets donkerder.

## Verspreiding en leefgebied
Deze soort is endemisch in oostelijk Brazilië.

## Ondersoorten
Op de IOC World Bird List worden twee ondersoorten onderscheiden.
- P. l. limae: noordoostelijk Brazilië (noorden van deelstaat Ceará)
- P. l. fulvescens (vale dwergspecht): zuidelijk deel deelstaat Ceará tot in deelstaten Paraíba en Alagoas